# Unione Sportiva Crotone 1970-1971
Questa pagina raccoglie le informazioni riguardanti l'Unione Sportiva Crotone nelle competizioni ufficiali della stagione 1970-1971.

## Rosa
| N. |                   | Ruolo | Calciatore          |
| -- | ----------------- | ----- | ------------------- |
|    | Italia (bandiera) | D     | Alfiero Agostinelli |
|    | Italia (bandiera) | D     | Agostino Andreatini |
|    | Italia (bandiera) | C     | Paolo Bassi         |
|    | Italia (bandiera) | A     | Alberto Berti       |
|    | Italia (bandiera) | P     | Luciano Bertoni     |
|    | Italia (bandiera) | D     | Roberto Capiotto    |
|    | Italia (bandiera) | D     | Franco Corigliano   |
|    | Italia (bandiera) | D     | Salvatore De Marco  |
|    | Italia (bandiera) | A     | Pietro Di Marzo     |
|    | Italia (bandiera) | P     | Pasquale Macrì      |

| N. |                   | Ruolo | Calciatore         |
| -- | ----------------- | ----- | ------------------ |
|    | Italia (bandiera) | C     | Pietro Manfredini  |
|    | Italia (bandiera) | A     | Nicodemo Pirito    |
|    | Italia (bandiera) | C     | Cataldo Rizzuto    |
|    | Italia (bandiera) | D     | Mauro Romagnoli    |
|    | Italia (bandiera) | A     | Ulderico Sacchella |
|    | Italia (bandiera) | D     | Michele Salvato    |
|    | Italia (bandiera) | A     | Angelo Seghezza    |
|    | Italia (bandiera) | A     | Domenico Taverniti |
|    | Italia (bandiera) | C     | Piernicola Virgili |
|    | Italia (bandiera) | A     | Luciano Zapparoli  |